# Frederick H. Blair
Frederick Harold Blair (* 10. Januar 1874 in Chatham/New Brunswick; † 3. September 1939 bei den Hebriden) war ein kanadischer Organist, Chordirigent, Pianist und Musikpädagoge.

## Leben
Blair hatte in seiner Jugend Orgel- und Klavierunterricht bei A.W.S. Smythe in seiner Heimatstadt und bei Thomas Morley in Saint-John. Ab 1897 studierte er bei Walter Parratt am Royal College of Music. Nach seiner Rückkehr war er Organist in Moncton and Fredericton und ab 1900 Organist und Chorleiter an der Kirche St Andrew and St Paul in Montreal.
Von 1904 bis 1913 unterrichtete Blair am Konservatorium der McGill University Klavier, Orgel und Klavierbegleitung. Ab 1913 war er Direktor der Canadian Academy of Music in Montreal. Hier zählte die Komponistin Barbara Pentland zu seinen Schülern. 1908 war er kurze Zeit Dirigent der Montreal Oratorio Society. Als Klavierbegleiter arbeitete er u. a. mit Edmund Burke und Lucien Martin zusammen.
Blair kam 1939 bei der Torpedierung des Passagierschiffes Athenia durch das deutsche U-Boote U 30 in der Nähe der Hebriden ums Leben.

## Quelle
- NADIA TURBIDE: Frederick H. Blair. In:  Encyclopedia of Music in Canada. herausgegeben von The Canadian Encyclopedia, 15. Dezember 2013 (englisch, französisch).

| Personendaten    | Personendaten                                               |
| ---------------- | ----------------------------------------------------------- |
| NAME             | Blair, Frederick H.                                         |
| ALTERNATIVNAMEN  | Blair, Frederick Harold (vollständiger Name)                |
| KURZBESCHREIBUNG | kanadischer Organist, Chorleiter, Pianist und Musikpädagoge |
| GEBURTSDATUM     | 10. Januar 1874                                             |
| GEBURTSORT       | Chatham (New Brunswick)                                     |
| STERBEDATUM      | 3. September 1939                                           |
| STERBEORT        | bei Hebriden                                                |